# Иън Ръш
Иън Ръш (на английски: Ian Rush) е уелски футболист, нападател и треньор. Включен е в списъка на Най-великите футболисти на XX век на анллийското футболно списание „World Soccer“. Признат е за един от тримата най-значими футболисти на ФК „Ливърпул“ до 2007 г. и най-резултатният голмайстор в историята на клуба с 346 гола – рекорд, който доста трудно може да бъде подобрен. Той е само на 18 години, когато Ливърпул го купуват за 300 000 лири стерлинги. Изиграл е 660 мача с фланелката на „червените“ от Мърсисайд за 17 години (от 1980 до 1987 и от 1988 до 2003 г.), с които е на четвърто място в историята на клуба. Играл е още 7 години в клубовете „Честър Сити“, „Ювентус“, „Лийдс Юнайтед“, „Нюкасъл Юнайтед“, Шефилд Юнайтед, Рексъм и Сидни Олимпик. Всичките си големи успехи постига като играч на ФК „Ливърпул“. Шампион е на Англия през 1982, 1983, 1984, 1986 и 1990 г., носител на купата на Англия през 1986, 1989 и 1992 г. с рекордните 5 гола в трите спечелени финала и първият петкратен носител на Купата на английската лига през 1981 – 1984 и 1995 г. Носител на КЕШ през 1981 и 1984 г., финалист за КЕШ през 1985 г. През 1984 г. е носител на „Златната обувка“ с 32 гола и Футболист на годината в Англия. 
Ръш е ненадминат голмайстор на британския футбол, който държи рекорда и на клубно, и на национално ниво. Той е рекорден реализатор и на националния отбор на Уелс с 28 гола в 73 мача. Дебютира на 21 май 1980 г. срещу Шотландия 0:1 в Глазгоу. Най-голямото му разочарование е, че никога не получава възможността да представлява страната си на световно или европейско първенството. Райън Гигс от Уелс е сред най-големите му почитатели: „Като ученик, тримата нападатели, на които се възхищавах най-много, бяха Иън Ръш, Марк Хюз и Гари Линекер. Но Ръш се открояваше, защото беше толкова вдъхновяващ пример за младежите с толкова много други предимства в неговата игра.“. Иън Ръш e завършен голмайстор, който стреля еднакво добре с двата крака и с глава. Спринтът и отличните му подавания са допълнение към неговата проницателност пред вратата.
След приключване на кариерата си като футболист е треньор от 2004 до 2005 на ФК Честър Сити. Ръш е придобил своята треньорска квалификация значки във ФА и е пътувал по целия свят от Исландия до Австралия и други страни, където е учил деца да стават завършени голмайстори, опитвайки се да предаде знанията, които е натрупал. Жерар Улие също разпознава треньорските му способности и го добавя временно към екипа на Ливърпул, за да помага на своите нападатели да вкарват голове.